# Фаренцхаузен
Фаренцхаузен (њем. Fahrenzhausen) општина је у њемачкој савезној држави Баварска. Једно је од 24 општинска средишта округа Фрајзинг. Према процјени из 2010. у општини је живјело 4.609 становника. Посједује регионалну шифру (AGS) 9178123.

## Географски и демографски подаци
Фаренцхаузен се налази у савезној држави Баварска у округу Фрајзинг. Општина се налази на надморској висини од 465 метара. Површина општине износи 37,6 km². У самом мјесту је, према процјени из 2010. године, живјело 4.609 становника. Просјечна густина становништва износи 122 становника/km².